# Пекар, Соломон Исаакович
Соломон Исаакович Пекар (16 марта 1917, Киев — 8 июля 1985, там же) — советский физик-теоретик, доктор физико-математических наук (1941), профессор (1944), академик АН УССР (1961).

## Биография
Соломон Исаакович Пекар родился 16 марта 1917 года в Киеве в семье адвоката.
В 1938 году окончил Киевский государственный университет. С 1938 по 1960 год работал в институте физики АН УССР. В 1939 году разработал количественную теорию выпрямителей с запирающими слоями. С 1941 года доктор физико-математических наук.
С 1944 года профессор и заведующий отделом Киевского государственного университета имени Т. Г. Шевченко. В 1946 году ввел в научных обиход понятие поляронов, а также в течение последующих трёх лет и развил их теорию. В 1946 году Соломон Исаакович обосновал метод эффективной массы электрона в кристалле и на протяжении 1947—1953 годов развивал теорию примесных электронных центров. Кроме того, он разрабатывал общую теорию формы и температурной зависимости полос примесного поглощения света и люминесценции, обусловленной электрон-фононным взаимодействием.
С 1951 года Соломон Пекар ввел понятие деформационного потенциала. В 1957 году он предсказал добавочные световые волны в кристаллах в области экситонного поглощения. После этого он в 1957—1960 годах построил новую кристаллооптику.
С 1960 года работает в Институте полупроводников АН УССР. В данном институте С. Пекар в 1964 году предложил механизм электрон-фононной связи, на основе которого развил теорию усиления ультразвука дрейфом носителей тока.
В 1969 году С. Пекар предсказал возможность самостимулированной хемилюминесцентной реакции в газах, а затем разработал теорию её использования в химических лазерах. В 1975 году смог получить выражение для энергии произвольно зависящего от времени электромагнитного поля в среде с частотной и пространственной дисперсией.
Скончался 8 июля 1985 в Киеве.

## Награды
- Награждён 3 орденами, а также медалями.

## Ученики
Создал школу физиков, среди которых:
- М. Ф. Дейген
- М. А. Кривоглаз
- Ю. Е. Перлин
- К. Б. Толпыго
- И. М. Дыкман
- Э. И. Рашба
- и др.

## Публикации
- Пекар С. И. Исследования по электронной теории кристаллов. — М.—Л.: Гос. изд. Технико-теоретической литературы, 1951. — 256 с.
- Кристаллооптика и добавочные световые волны. — Киев, Наук. думка, 1982.